# Rudolf Clausius
Rudolf Julius Emanuel Clausius (ur. 2 stycznia 1822 w Koszalinie, zm. 24 sierpnia 1888 w Bonn) – fizyk niemiecki, jeden z twórców zasad termodynamiki. Laureat Medalu Copleya (1879) oraz Pour le Mérite za Naukę i Sztukę (1888).

## Życiorys
Profesor uniwersytetów w Zurychu i Bonn. Prowadził prace z zakresu termodynamiki i kinetyki gazów. Wprowadził pojęcie entropii i precyzyjnie sformułował II zasadę termodynamiki (1865) oraz twierdzenie o wiriale (1870). Opracował teorię polaryzacji dielektryków. Współpracował z Maxwellem nad kinetyczną teorią gazów.
Clausius opublikował szesnaście dużych prac naukowych. Pierwsza, i jednocześnie najsłynniejsza jego praca ukazała się w 1850 roku. Nosiła tytuł O motorycznej sile ciepła i o prawach, które można wywnioskować stąd na potrzeby teorii ciepła. Był to początek cyklu prac, które ostatecznie doprowadziły go do zdefiniowania pojęcia entropii i sformułowania drugiej zasady termodynamiki. Praca ta uważana jest za początek nowoczesnej termodynamiki.

## Wyróżnienia
W 1868 roku został wybrany członkiem londyńskiego Towarzystwa Królewskiego (The Royal Society), a w 1879 roku otrzymał prestiżową nagrodę tego towarzystwa, tzw. "Copley Medal". Od 1886 był członkiem zagranicznym Królewskiej Holenderskiej Akademii Sztuk i Nauk.

## Cytaty
- Energia Wszechświata jest stała.
- Entropia Wszechświata dąży do maksimum.

(Rudolf Clausius, 1865)